# Hilde Volk
Hilde Volk(-Odemar) (eigentlich Hilde Ester; * 17. September 1912 in Wien; † 16. Mai 1995 in Spanien) war eine österreichische Theater- und Film-Schauspielerin und Hörspielsprecherin.

## Leben
Volk hatte ihr Bühnendebüt 1933 am Stadttheater Salzburg; dort blieb sie bis 1934 im Engagement. 1933–1936 war sie am Raimundtheater Wien engagiert. Anschließend ging sie nach Berlin, wo sie dann an verschiedenen Bühnen spielte, u. a. am Renaissance-Theater Berlin, am Deutschen Theater (u. a. Spielzeit 1937/38 in Viel Lärm um nichts) und an den Berliner Kammerspielen (1940 mit Albert Matterstock in der Komödie Auf Entdeckungsfahrt).
Nach dem Zweiten Weltkrieg hatte sie schwerpunktmäßig Theaterengagements in Hamburg und Berlin. In den Spielzeiten 1945/46 und 1946/47 spielte sie unter der Intendanz von Boleslaw Barlog am Schlosspark Theater und unter der Intendanz von Karlheinz Martin am Hebbel-Theater in Berlin. Ab der Spielzeit 1946/47 trat sie am Renaissance-Theater Berlin auf, wo sie im April 1947 ihr Debüt in Das Lied der Taube von John van Druten hatte. Bis zur Spielzeit 1958/59 folgten dort mehrere Engagements.
In der Spielzeit 1949/50 gastierte sie an der Tribüne neben Agnes Windeck, Erik Ode und Franz Schafheitlin in dem Theaterstück Jean von Ladislaus Bus-Fekete und an der Komödie Berlin in Mitten im Leben unter der Regie von Viktor de Kowa. Von 1952 bis 1957 gastierte sie an der Freien Volksbühne Berlin in Stücken von Erich Kästner, Hugo von Hofmannsthal, Arthur Schnitzler und Ferdinand Raimund und arbeitete dort mit Regisseuren wie Erik Ode, Rudolf Steinboeck und Oscar Fritz Schuh.
Bis 1949 spielte sie auch am Deutschen Schauspielhaus Hamburg. In der Spielzeit 1954/55 gastierte sie am Deutschen Theater Göttingen als Antoinette Hechingen in Heinz Hilperts Inszenierung von Hofmannsthals Der Schwierige. 1961 wurde sie an die Bühnen der Stadt Köln engagiert. Sie trat anschließend wieder an verschiedenen Theatern in Berlin (Komödie, Hebbel-Theater) und als Gastschauspielerin u. a. an der Kleinen Komödie in München (1969–1971), in Hamburg (1971/72, u. a. am Thalia-Theater) und in Frankfurt/Main auf. In der Spielzeit 1968/69 gastierte sie bei der Freien Volksbühne Berlin in dem Theaterstück Empfindliches Gleichgewicht von Edward Albee. In der Spielzeit 1978/79 trat sie am Renaissance-Theater neben Anne-Marie Blanc und Tilly Lauenstein in dem Theaterstück Wie immer am Donnerstag der  französischen Schauspielerin und Autorin Loleh Bellon auf. 1981 gastierte sie am Renaissance-Theater Berlin in der Komödie Hokuspokus von Curt Goetz.
Ihr Leinwanddebüt gab sie in den 1930er Jahren in den Filmen Der falsche Fuffziger und Spuk im Museum. Ihre nächsten Rollen bekam sie  1956 als Edith Keppler in Frucht ohne Liebe, als Lehrerin 1958 in Stefanie, als Hilda Meier in Ohne Mutter geht es nicht (1958), Was eine Frau im Frühling träumt oder Wenn das mein großer Bruder wüßte (1959). Des Weiteren war sie in den Filmen Der Jugendrichter, Ich bin auch nur eine Frau, Undine oder Crumbles letzte Chance zu sehen.
Hilde Volk konnte man ab den 1970er Jahren in mehreren Fernsehserien sehen, wie z. B. mehrmals in Der Kommissar, Derrick oder Der Alte in Gastrollen von einzelnen Episoden. Die Hauptrolle der Oma Pleschka bekam sie 1988 in der Serie Der Schatz im Niemandsland und die der Emmi Lefevre in der Serie Oh-Mathilde von 1990.
Hilde Volk war in unzähligen Hörspielen als Sprecherin zu hören. Zu ihren frühen Arbeiten zählt beispielsweise die weibliche Hauptrolle in der RIAS-Produktion Der kleine Grenzverkehr (Regie: Barbara Bienert) von Erich Kästner aus dem Jahre 1949, bei dem Fritz Wagner ihr Partner war. In den kommerziellen Hörspielen Benjamin Blümchen und Bibi Blocksberg sprach sie zwei kleine Rollen.
Hilde Volk war von 1942 bis zu dessen Tod 1983 mit dem Schauspieler Erik Ode verheiratet.

## Filmografie
- 1935: Ein falscher Fuffziger
- 1938: Spuk im Museum
- 1938: Der Fünfzigmarkschein
- 1956: Geschwader Fledermaus (TV)
- 1956: Frucht ohne Liebe
- 1957: Der blaue Aktendeckel (TV)
- 1958: Stefanie
- 1958: Ohne Mutter geht es nicht
- 1958: Meine 99 Bräute
- 1959: Was eine Frau im Frühling träumt
- 1959: Wenn das mein großer Bruder wüßte
- 1960: Der Jugendrichter
- 1960: Das kunstseidene Mädchen
- 1960: Die Träume von Schale und Kern (TV)
- 1962: Ich bin auch nur eine Frau
- 1964: Bunbury (TV)
- 1964: Der Kaiser vom Alexanderplatz (TV)
- 1964: Der Talisman (TV)
- 1965: Undine (TV)
- 1966: Förster Horn (TV-Serie, eine Folge)
- 1967: Crumbles letzte Chance (TV)
- 1969: Adrienne Mésurat (TV)
- 1969–1973: Der Kommissar (TV-Serie, drei Folgen)
- 1975–1991: Derrick (TV-Serie, fünf Folgen)
- 1977–1980: Sonne, Wein und harte Nüsse (TV-Serie, 21 Folgen)
- 1978: Polizeiinspektion 1 (TV-Serie, eine Folge)
- 1980: Kaninchen im Hut und andere Geschichten mit Martin Held (TV)
- 1980: Pygmalion (TV)
- 1984–1991: Der Alte (TV-Serie, drei Folgen)
- 1987: Der Schatz im Niemandsland (TV-Serie, zwei Folgen)
- 1989: Ich melde einen Selbstmord (TV)
- 1990: Roda Roda (TV-Serie)
- 1990: Oh-Mathilde (TV-Serie)
- 1994: Praxis Bülowbogen (TV-Serie, eine Folge)